# Ельтон (озеро)
 Е́льтон — найбільше в Європі солоне озеро (мінеральне озеро) з ропою. Розташоване на півночі Прикаспійської низовини у Волгоградській області, Росія, поблизу кордону з Казахстаном.
Назва — від казахського «Алтин-нур» — золоте озеро.
Площа озера 152 км², глибина близько 0,1 м (навесні 0,7—0,8 метра). Рівень на 18 метрів нижче рівня моря.
Живлення в основному снігове, а також із декількох річок. На дні виходи солоних джерел. Озеро заповнене ропою, яка навесні опріснюється. На дні озера — поклади солей (головним чином NaCl, KCl) і мінеральні грязі. Поблизу Ельтона — грязьовий і бальнеологічний курорт.